# Евла (община Ресен)
Вижте пояснителната страница за други значения на Евла.
Евла или понякога книжовно Ехла (на македонска литературна норма: Евла) е село в община Ресен, Северна Македония.

## География
Селото е разположено в източното подножие на Галичица, 5 км западно от град Ресен, като на изток остава Ресенското поле.

## История
На 2,5 km западно от Евла е разположена крепостта Кале, идентифицирана със средновековния град Василида.
В Евла е разположена пещерната манастирска църква „Свето Възнесение Господне“.
В XIX век Евла е чисто българско село в Битолска кааза на Османската империя. В „Етнография на вилаетите Адрианопол, Монастир и Салоника“, издадена в Константинопол в 1878 година и отразяваща статистиката на населението от 1873, Ехла (Ehla) е посочено като село с 38 домакинства и 105 жители българи.
Според статистиката на Васил Кънчов („Македония. Етнография и статистика“) от 1900 година Ехла има 380 жители, всички българи християни.
На Етнографската карта на Битолския вилает на Картографския институт в София от 1901 година Ехла е чисто българско село в Битолската каза на Битолския санджак с 86 къщи.
Селото пострадва по време на Илинденско-Преображенското въстание. След въстанието селото получава помощи от българския владика Григорий Пелагонийски.
Азъ съмъ отъ Дупени, нъ свещенодѣйствувамъ въ Ехла... Не се минаха 5 дни oтъ изгарянето на Дупени, сѫщата участь сполети и селото Ехла. Хюсейнъ Челйо, начело на многоброенъ башибозукъ и Зихманъ Сали съ много йлявета на 5. авг. се приближаваха къмъ Ехла. Населението се отегли, башпбозукътъ влѣзе, го подпали, като го ограби прѣдварителио. Изгориха 53 кѫщи и училището, а черквата само оскверниха. Тоя день бѣха убити 4 души, между които една жена съ тригодишното й момченце. Подиръ тия подвизи башибозукътъ заедно съ пристигналата войска се спусна да гони населението. Нъ селската чета отвори огънь и завърза се сражение, което трая цѣли 4 часа. Въ това сражение, между другитѣ, раненъ бѣ и Хюсейнъ Челйо, който заедно съ всичкия си башибозукъ се отегли къмъ града. Нъ не е само това... Ехла биде нападнато отъ многобройна войска и на 20. авг. Тогава изгориха сѣното и сламата, а башибозукъ задигна житото и снопето, волове и крави, които бѣха останали. Тия войски изпоганиха и мното жени. Цѣлото сѣмейство на Шевки бей, което живѣеше въ Ехла, откараха въ Рѣсенъ, като му изгориха къщата, а имотътъ му разграбиха... Шевки бей, арнаутинъ... бѣше единъ отъ добритѣ работници въ освободителното дѣло и въ деньтъ на възстанието той съ пушка въ рѫцѣ се присъедини къмъ войводата Арсовъ и го придружава прѣзъ цѣлото врѣме, до като трая възстанието. Когато се помилваха и завърнаха всички четници, върна сей Шевкибей, нъ той, вмѣсто да баде помилванъ, биде заловенъ и хвърленъ въ затвора въ Битоля, дѣто и до день днешенъ лежи.
В началото на XX век българското население на селото е под върховенството на Българската екзархия. По данни на секретаря на екзархията Димитър Мишев („La Macédoine et sa Population Chrétienne“) през 1905 година в Ехла има 384 българи екзархисти и работи българско училище. Българската църква „Въведение Богородично“ („Света Богородица Пречиста“) е построена през 1848 година.
При избухването на Балканската война 3 души от Ехла са доброволци в Македоно-одринското опълчение.
Гробищната църква „Свети Никола“ в североизточния край на селото е изградена между двете световни войни.
В края на 20-те години на ХХ век в селото работи като учител Спас Цветков, който в началото на учебната 1930-1931 година е преместен от сръбските просветни власти като неблагонадежден.
Според преброяването от 2002 година селото има 106 жители.
| Националност     | Всичко |
| северномакедонци | 106    |
| албанци          | 0      |
| турци            | 0      |
| цигани           | 0      |
| власи            | 0      |
| сърби            | 0      |
| бошняци          | 0      |
| други            | 0      |

## Личности
Родени в Евла
- Андрея Георгиев Марковски (1881 - след 1943), български революционер от ВМОРО
- Ефтим Темелков Атанасов, български революционер от ВМОРО[17]
- Мице Трайчев Марков, български революционер от ВМОРО[18]
- Нанчо Гаджов, български лекар[19]
- Нанчо Наумов Лозев, български революционер от ВМОРО[20]
- Нанчо Тасев Николов, български революционер от ВМОРО[18]
- Ноне Димиджиов, български революционер от ВМОРО[21]
- Пандо Касо, българин, православен, арестуван преди април 1904 година, обвинен, че е „тръгнал по пътя на комитството, ранявайки го Рашид Хюсеин от Ресен“, осъден на 10 години каторга от Извънредния съд, лежал в Битолския затвор, амнистиран с общата амнистия от 12 април 1904 година[22]
- Пере Наумов Лозев, български революционер от ВМОРО[20]
- Спас Цветков (1876 – ?), български революционер
- Христо Димиджиев, български революционер от ВМОРО[21]
- Христо Лозев, български революционер, войвода на селска чета през Илинденско-Преображенското въстание[23]